# Morge (affluent du Rhône)
Pour la Morge de Saint-Gingolph, voir Morge (affluent du Léman). Pour les cours d’eau au nom approchant, voir Morge.
La Morge, appelée aussi Morge de Conthey, est une rivière suisse du canton du Valais, affluent au Rhône sur sa rive droite.

## Hydronymie

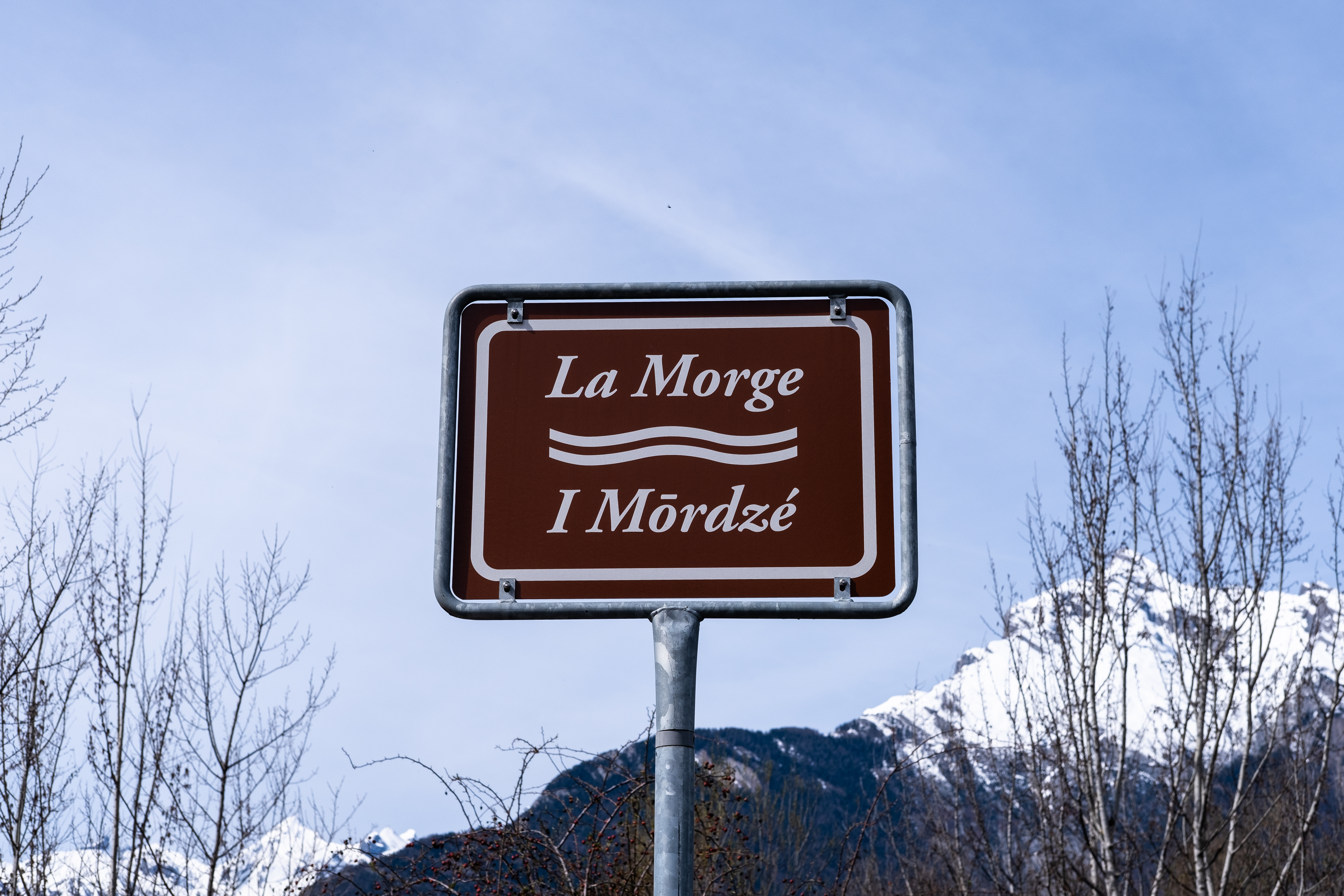
Panneau pour la Morge à Conthey avec nom en français et en « patois » local (dialecte valaisan).

Le nom de la Morge vient du celtique « morga », signifiant « limite ». La rivière partage ainsi cette origine avec la Morge de Saint-Gingolph et la Morges vaudoise ; elle est parfois appelée « Morge de Conthey » pour éviter la confusion avec celle de Saint-Gingolph.

## Géographie

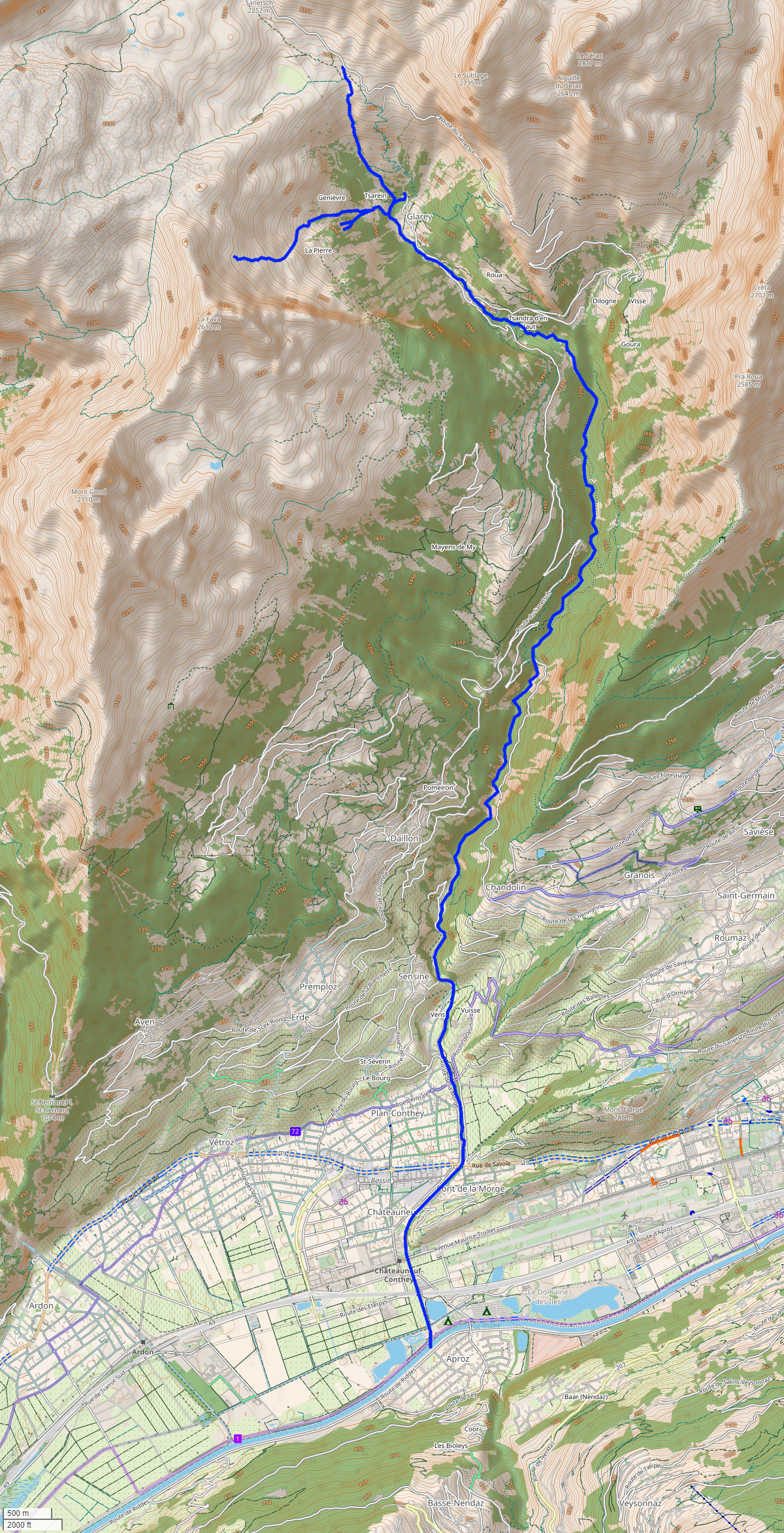
Carte de la Morge.

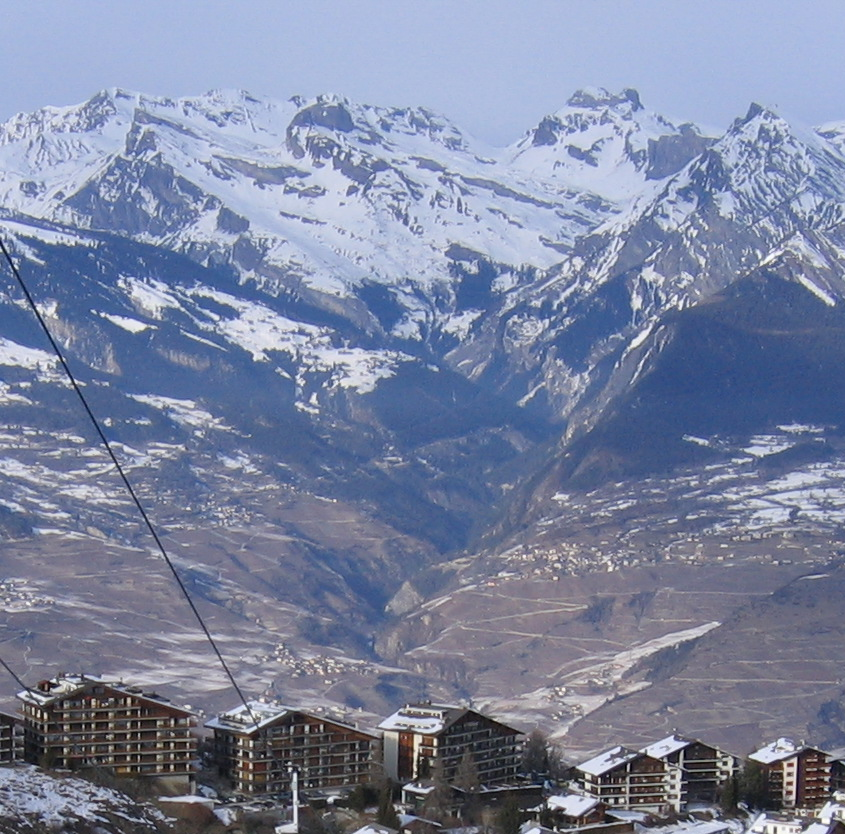
Vallée de la Morge, vue de Haute-Nendaz.

### Localisation
La Morge se trouve à la limite des communes de Conthey et Savièse le long de sa vallée, puis de Conthey et Sion au niveau de la plaine du Rhône ; elle sert ainsi de frontière aux districts de Conthey et de Sion. Ses bassins versants voisins sont ceux de la Lizerne à l'ouest, de la Sarine au nord-ouest, de la Geltenbach au nord, de la Lienne au nord-est, de la Sionne à l'est et du Rhône au sud.

### Cours
La Morge se forme en deux bras sur le versant sud du Sanetsch. Le principal embranchement émerge au sud de l'Arpelistock et du Wildhorn. Il est rejoint à environ 1 300 m par le second bras composé par les torrents de la Contheysanne, la Zanfleuronne, le Zermey et l'Eau de la Lex. Dès cette embouchure, la Morge creuse vers le sud de profondes gorges dans sa vallée. Elle ressort de celle-ci à une altitude de 512 m, à l'est de Conthey. La Morge longe alors une route jusqu'au pont de la route du Simplon. Là, elle est canalisée et se dirige vers l'ouest pour contourner la crète des Maladaires. Elle se jette finalement dans le Rhône à 477 m d'altitude, après avoir parcouru 15 km.

### Hydrologie
Le bassin versant de la Morge couvre une superficie de 79,9 km2. Il se situe entre 3 207 et 470 m et son altitude moyenne est de 1 819 m. La superficie du bassin versant comprend 26 % de rochers, 23 % de forêts (dont 22 % de conifères et 1 % de forêts mixtes), 20 % de végétation herbacée, 8 % de végétations buissonnantes, 8 % de roches meubles et 6 % de terrain pour l'agriculture ; le reste est réparti entre des glaciers (4 %), des zones urbanisées (3 %) et des zones humides (2 %).
Sur la période 1981-2010, la pluviométrie annuelle moyenne sur le bassin versant est de 1 895 mm/an, avec une augmentation des précipitations moyennes avec l'altitude. Le mois de juillet est celui qui connaît les plus fortes précipitations, avec une moyenne de 201 mm. Mai est le mois avec le plus grand équivalent en eau de la neige, avec 445 mm.
La Morge a plusieurs régimes hydrologiques : de sa source à la jonction avec la Rogne son régime est glacio-nival, puis depuis ce point jusqu'à ce qu'elle se jette dans le Rhône son régime est nivio-glaciaire. Le nombre de Strahler de la Morge est de 3 jusqu'à l'alpage de Zanfleuron, où sa jonction avec plusieurs torrents le fait passer à 4.

## Histoire
Avant l'ère chrétienne, la Morge sert déjà de limite entre les Sédunes, dont le territoire s'étend sur la rive gauche jusqu'à Viège, et les Véragres, habitant sur la rive droite jusqu'au torrent de Mauvoisin à proximité de Saint-Maurice. Au Moyen Âge, elle sert de frontière entre la seigneurie épiscopale de Sion et la châtellenie savoyarde de Conthey. L'évêque de Sion y possède alors les droits de douane, et plusieurs traités entre les évêques de Sion et les comtes de Savoie sont passés sur les rives de la Morge.
Entre 1260 et 1268, puis dès 1384, la Morge sépare le Valais savoyard du Valais épiscopal. Cette frontière disparaît à la suite de la victoire de Sion lors de la bataille de la Planta, en 1475 ; le Valais s'étend alors jusqu'à Massongex.
Durant la période de la République helvétique, le 17 mai 1798, lors de l'invasion française, les troupes des dizains affrontent celles du général Jean Thomas Guillaume Lorge au bord de la Morge. Ces dernières essaient alors de traverser la rivière au niveau de Daillon avec pour but d'attaquer les Savièsans à Chandolin. Selon le Manuscrit Carrupt, les cadavres de près de 300 hommes morts au combat auraient été retrouvés dans la Morge.